# Okinawan kobudo
Okinawan kobudo (沖縄古武道, Okinawan kobudō), refererer til våbensystemer fra Okinawa.

## Begrebet Okinawan kobudo
Okinawan kobudo er en japansk betegnelse, der kan oversættes med "gammel budo fra Okinawa".
Okinawan kobudo indebærer brug af "primitive" våben, der stammer fra det selvstændige Kongeriget Ryukyu (琉球王国, Ryuukyuu Oukoku), der omfattede det meste af Ryukyuøerne og dermed øen Okinawa.
Okinawan kobudo må ikke forveksles med det japanske kobudo (古武道).

## Historie
Under det 15. århundrede var Okinawa underkastet Kinesisk styre, hvor Kina forbød alle former for våben med henblik på at forebygge oprør blandt befolkningen. Indbyggerne begyndte at udvikle bar-håndede kampformer, kaldet Okinawan kobudo, hvis elementer var lånt fra forskellige kinesiske kampdiscipliner.
I begyndelsen af det 17. århundrede var Okinawa erobret af en japansk lensherre, som fastholdt forbuddet mod at bære våben. Med henblik på at forsvare sig mod besættelsesmagten fortsatte indbyggerne med at udvikle bar-håndede kampformer, der foregik i små grupper. Disse kampformer blev kaldt ’okinawa-te’ eller ’to-de’.
I år 1609 blev Okinawa invaderet af japanske styrker.
Under den japanske kontrol blev alle våben konfiskeret og alle kampformer blev forbudt. På grund af denne undertrykkelse blev kinesiske kampformer studeret, der gradvis blev der formet en ny "tom-hånd" kampform, der blev kendt under navnet "Okinawan te" (手) eller blot "te", der betyder hånd. Desuden blev der i udviklingen af "te" fremstillet følgende fire våbentyper, der havde sydøstasiatisk oprindelse: Bo, kama, tui-fa og nunchaku.
Kongeriget Ryukyu og dermed Okinawa blev senere underlagt Japan i år 1879.
Efter at Kongeriget Ryukyu var blevet underlagt Japan, er der blevet stiftet flere organisationer i Japan, som varetager Okinawan kobudo. For eksempel blev Ryukyu Kobudo Hozon Shinko-Kai stiftet i år 1955.

## Våben
I Okinawan kobudo anvendes våbnene bo, sai, nunchaku, kama og tuifa.

### Bo
En bo (棒) er en 6 shaku (尺) lang træstav (1,81m), også kaldet rokushaku bo (六尺棒).

### Sai
Sai (釵) er et metalvåben, der ligner en trefork.

### Kama
Kama (鎌) er et segl – et af de få våben der trænes med i 'Ryukyu kobudo' som har en metalklinge. Kama bruges fortsat af lokalbefolkning på Okinawa som et vigtigt haveredskab. Kama bruges oftest i par. Metalklingen er barberbladsskarp og våbnet bør derfor behandles med stor respekt.

### Nunchaku
Nunchaku (双節棍 sōsetsukon "sektionsstavpar") består af to stokke, der er forbundet med et fleksibelt materiale, oprindeligt reb. Er en afkortet udgave af en plejl.

### Tuifa
En tuifa (トンファー), også kaldet tonfā, er en stok med sidegreb. Tonfa menes oprindeligt at være et håndtag til en brønd, når vandspanden skulle hejses op. Dele af det amerikanske politi anvender et tilsvarende våben i deres arbejde.

### Øvrige våben
De mindre kendte våben inden for Okinawan kobudo er følgende:[kilde mangler]
- Eku/Ieku (櫂) – åre. En teknik som kendetegner Eku er tsunakake , svirpe sand eller vand i hovedet på modstanderen
- Jo (杖) – en 4 shaku lang stav, kaldes også Yonshaku bo. 4 shaku er 1,21m, en traditionel jo er dog 1,28m
- sansetsukon (三節棍) – 3 sektioners nunchaku
- Manji Sai (卍釵, 万字釵) – anden type sai hvor den ene arm peger bagud. Manji er japansk for swastika
- Surujin (スルジン) – en form for kæde, kaldes også manriki-gusari (万力鎖)
- Tekko (鉄甲) – en slags knojern
- Rochin (ロチン) & tinbe (テインベ一) – lille spyd, kaldes også Tanbō (短鉾) eller Tanhoko (短矛) og skjold, kaldes også tate (楯)
- Nunti Bo – bo med manji sai påmonteret, fiskespyd
- Kuwa (鍬) – en slags hakkejern
- Kusarigama (鎖鎌) – kama med løkke til håndleddet
- Shuchu – lille spids ting til nervepunkter